# Dysnomia (mytologi)
 For alternative betydninger, se Dysnomia. (Se også artikler, som begynder med Dysnomia)
Dysnomia er inden for græsk mytologi gudinden for lovløshed og var datter af Eris, der var gudinde for uenighed. 
Dværgplaneten Eris' måne hedder Dysnomia.